# FK Radnički Lukavac
FK Radnički je bosanskohercegovački nogometni klub iz Lukavca.

## Povijest
Klub je osnovan 1921. godine kao FK Solvay[nedostaje izvor] i pod tim imenom je nastupao sve do 1941. godine. Od 1941. godine klub djeluje pod imenom Svačić. Tijekom 1943. klub prestaje s radom zbog rata čijim je završetkom promijenio ime u Radnički. 1962. godine Radnički se spaja s mjesnim klubom Rudarom i dobiva novi naziv Lukavac. 1963. godine ponovo se vraća staro ime Radnički koje ovaj klub zadržava punih trideset godina, sve do kolovoza 1993. godine kada nastavlja rad pod imenom Lukavac. Napokon 2000. godine klub zadnji puta mijenja ime u Radnički.
U bivšoj Jugoslaviji klub se natjecao u Međurepubličkoj ligi – Sjever s klubovima iz Hrvatske, Srbije i Slovenije. U samostalnoj BiH natjecali su se u Prvoj ligi.
Trenutačno se natječu u Prvoj ligi FBiH.